# Hrithik Roshan
Hrithik Roshan (हृतिक रोशन; Mumbai, 10 gennaio 1974) è un attore indiano. Ha iniziato la sua carriera da ragazzo in alcuni film degli anni ottanta diventando in seguito un famoso attore di Bollywood. È vincitore di sei Filmfare Awards ed ha recitato in molti film di successo accanto agli attori Amitabh Bachchan e Shah Rukh Khan. Per le sue innate abilità nella danza è riconosciuto come il miglior ballerino di Bollywood e il suo aspetto fisico gli ha procurato il titolo di Greek God of Bollywood. È polidattilo e soffre di balbuzie.

## Biografia
Figlio d'arte, nasce a Mumbai il 10 gennaio 1974 da Pinky e Rakesh Roshan.
Il 20 dicembre del 2000, dopo quattro anni di fidanzamento, sposa Sussanne Khan con una cerimonia induista privata a Bangalore. Da lei ha due figli, Hridhaan Roshan, nato il 1º maggio 2008 e Hrehaan Roshan, nato il 28 marzo 2006. Dopo 13 anni di matrimonio, i due annunciano la loro separazione il 14 dicembre 2013, separazione che diventa effettiva il 1º novembre 2014. La coppia è rimasta in rapporti amichevoli.
Dal 2014 al 2017, l'attore è stato molestato pesantemente in forma pubblica e privata dalla collega Kangana Ranaut con la quale ha collaborato in due film. L'attrice ha dichiarato in più occasioni di avere avuto una relazione con l'attore durata sette anni, a riprova della quale ha fornito un'unica foto che l'ex moglie di Roshan, Sussanne Khan, ha pubblicamente dimostrato essere una foto modificata di un gruppo di persone, fra le quali era presente lei stessa. L'attore non ha mai rilasciato dichiarazioni al riguardo fino al 2017 quando, in seguito a un pubblico insulto della donna, l'ha denunciata per stalking e diffamazione e ha rotto il silenzio rilasciando due interviste pubbliche, una per il Nation Wants To Know con Arnab Goswami, e una per la CNN-News18. Roshan ha dichiarato di aver avuto solo rapporti professionali con la collega, con la quale non ha mai stretto rapporti di amicizia, di non averla mai incontrata da solo in nessuna occasione, di aver ricevuto in diverse occasioni approcci espliciti da lei e di essere stato molestato per anni dalle sue mail, mail alle quali afferma di non aver mai risposto. A prova di quanto detto Roshan ha sottoposto di sua iniziativa il suo laptop e il suo telefono cellulare alle autorità competenti dimostrando la presenza di circa 3.000 mail sessualmente esplicite da parte di Kangana Ranaut, e ha dimostrato attraverso il suo passaporto di non aver mai compiuto nessun viaggio a Parigi nel periodo in cui l'attrice ha dichiarato che si sarebbe svolto il loro fidanzamento. La polizia ha in seguito chiesto all'attrice di sottoporre allo stesso modo il suo laptop e il suo telefono cellulare per le analisi investigative, ma la donna si è rifiutata di consegnarli.

## Carriera
Dopo alcuni film minori, esordisce nel 2000 con il film Kaho Naa... Pyaar Hai, una commedia romantica che registra uno straordinario successo in India decretandone immediatamente l'ascesa. In quello stesso anno Roshan riceve oltre 30.000 proposte di matrimonio. Sempre nel 2000 recita in Fiza, un dramma ambientato negli anni degli scontri che insanguinarono Bombay nel 1993 e Mission Kashmir, un action drama che registra un grande successo di pubblico.
Nel 2001 collabora con Shah Rukh Khan, Kajol e Kareena Kapoor al family drama Kabhi Khushi Kabhie Gham. Il film ottiene un enorme successo di pubblico in India e all'estero, divenendo il più grande successo indiano di sempre, superato nel 2006 dal film Kabhi Alvida Naa Kehna.
Dopo una serie di commedie romantiche di cui è protagonista, nel 2003 esce il primo film della trilogia Krrish dal titolo Koi... Mil Gaya. Il film è interpretato al fianco di Preity Zinta, a cui seguono Krrish e Krrish 3 al fianco, questa volta, di Priyanka Chopra. 
Krrish rimane tutt'oggi l'unico film di successo con protagonista un supereroe indiano.
Nel 2008 Roshan è Akbar nel romanzo storico Jodhaa Akbar; nel 2010 è invece protagonista del romantico action drama Kites. Nello stesso anno esce Guzaarish, dramma esistenziale nel quale Roshan interpreta un tetraplegico che lotta per ottenere l'eutanasia. L'intensa e toccante interpretazione gli vale una nomination per il Filmfare Award for Best Actor.
Il 2011 è il momento del road movie Zindagi Na Milegi Dobara al fianco di Katrina Kaif, a cui segue nel 2012 il maestoso action drama Agneepath, rifacimento dell'omonimo film del 1990 interpretato al fianco di Sanjay Dutt.
Nel 2014 è nuovamente al fianco di Katrina Kaif nell'action comedy Bang Bang!: il film registra un enorme successo di pubblico in India diventando uno dei film Bollywood più redditizi del 2014. 
Nel 2016 è protagonista dell'epica avventura di Mohenjo Daro nelle vesti di Sarman, coltivatore d'indaco nell'India del 2016 a.C.; a questo film segue nel 2017 il crime thriller Kaabil dove Roshan interpreta un non vedente in cerca di vendetta.

## Filmografia

### Cinema
- Aasha, regia di J. Om Prakash (1980) - non accreditato
- Aap Ke Deewane, regia di Surendra Mohan (1980) - non accreditato
- Aas Paas, regia di J. Om Prakash (1981) - non accreditato
- Apna Bana Lo, regia di J. Om Prakash (1982) - non accreditato
- Aasra Pyaar Da, regia di J. Om Prakash (1983) - non accreditato
- Bhagwaan Dada, regia di J. Om Prakash (1986)
- Akarshan, regia di Tanvir Ahmed (1988)
- Kaho Naa... Pyaar Hai, regia di Rakesh Roshan (2000)
- Fiza, regia di Khalid Mohamed (2000)
- Mission Kashmir, regia di Vidhu Vinod Chopra (2000)
- Yaadein, regia di Subhash Ghai (2001)
- Kabhi Khushi Kabhie Gham..., regia di Karan Johar (2001)
- Aap Mujhe Achche Lagne Lage, regia di Vikram Bhatt (2002)
- Na Tum Jaano Na Hum, regia di Arjun Sablok (2002)
- Vogliamo essere amici? (Mujhse Dosti Karoge!), regia di Kunal Kohli (2002)
- Main Prem Ki Diwani Hoon, regia di Sooraj R. Barjatya (2003)
- Koi... Mil Gaya, regia di Rakesh Roshan (2003)
- Lakshya, regia di Farhan Akhtar (2004)
- Krrish, regia di Rakesh Roshan (2006)
- Dhoom 2, regia di Sanjay Gadhvi (2006)
- I See You, regia di Vivek b Agrawal (2006)
- La sposa dell'imperatore (Jodhaa Akbar), regia di Ashutosh Gowariker (2008)
- Luck by Chance, regia di Zoya Akhtar (2009)
- Kites, regia di Anurag Basu (2010)
- Guzaarish, regia di Sanjay Leela Bhansali (2010)
- Zindagi Na Milegi Dobara, regia di Zoya Akhtar (2011)
- Don 2, regia di Farhan Akhtar (2011)
- Agneepath, regia di Karan Malhotra (2012)
- Krrish 3, regia di Rakesh Roshan (2013)
- Bang Bang!, regia di Siddharth Anand (2014)
- Hey Bro, regia di Ajay Chandhok (2015)
- Mohenjo Daro, regia di Ashutosh Gowariker (2016)
- Kaabil, regia di Sanjay Gupta (2017)
- Super 30, regia di Vikas Bahl (2019)
- War, regia di Siddharth Anand (2019)
- Vikram Vedha, regia di Gayatri e Pushkar (2022)
- Fighter, regia di Siddharth Anand (2024)